# Coupe de France de hockey sur glace 2016-2017
Navigation
Coupe de France 2016 Coupe de France 2018
La Coupe de France 2017 de hockey sur glace est la vingt-quatrième édition de cette compétition organisée par la Fédération française de hockey sur glace. La finale se joue le 19 février 2017 à l'AccorHotel Arena.

## Présentation
La Coupe de France est jouée sous la forme d'une compétition à élimination directe, chaque rencontre devant déterminer un vainqueur. S'il y a égalité à l'issue du temps réglementaire, une période de prolongation de dix minutes est jouée, suivie si nécessaire d'une séance de tirs au but. Chaque rencontre est déterminée par tirage au sort.
Le calendrier de la coupe est le suivant :
- Premier tour : 1er octobre 2016
- Seizièmes de finale : 25 octobre 2016
- Huitièmes de finale : 22 novembre 2016
- Quarts de finale : 21 décembre 2016
- Demi-finales : 3 janvier 2017
- Finale : 19 février 2017

| Tour                | Division | Division | Division | Division                                                            |
| Tour                | Saxoprint Ligue Magnus (SLM) | Division 1 (D1) | Division 2 (D2) | Division 3 (D3)                                                     |
| ------------------- | --- | --- | --- | ------------------------------------------------------------------- |
| Premier tour        | | | Galaxians d'Amnéville Chevaliers du lac d'Annecy Jokers de Cergy-Pontoise Éléphants de Chambéry Jets d'Évry Viry Spartiates de Marseille Comètes de Meudon Français volants de Paris Ours de Villard-de-Lans | Élans de Champigny Grizzly de Garges Diables rouges de Valenciennes |
| Seizièmes de finale | Gothiques d'Amiens Ducs d'Angers Boxers de Bordeaux Pionniers de Chamonix-Morzine Ducs de Dijon Gamyo Épinal Rapaces de Gap Brûleurs de loups de Grenoble Lions de Lyon Aigles de Nice Dragons de Rouen Étoile noire de Strasbourg | Hormadi Anglet Albatros de Brest Diables rouges de Briançon Drakkars de Caen Dogs de Cholet Sangliers Arvernes de Clermont Aigles de La Roche-sur-Yon Scorpions de Mulhouse Corsaires de Nantes Bisons de Neuilly-sur-Marne Remparts de Tours Bouquetins de Val Vanoise | Yétis du Mont-Blanc Bélougas de Toulouse-Blagnac |                                                                     |

## Premier tour
Le tirage au sort a lieu le 17 septembre à l'occasion d'un rassemblement des clubs de Saxoprint Ligue Magnus.
| 1er octobre 2016 | Amnéville (D2) | 6-0 (1-0, 2-0, 3-0) | Français volants (D2) | Patinoire du Centre de Loisirs |

| Feuille de match | Feuille de match | Feuille de match        | Feuille de match | Feuille de match                                                                       |
| ---------------- | --- | ----------------------- | ---------------- | -------------------------------------------------------------------------------------- |
|                  | Zíb (Leheron) — 19 min 34 s Jenista (Heřman, Thomas) — 24 min 30 s (SN) Dutkovič (Stroppolo) — 25 min 40 s Maurer (Thomas, Maccioni) — 40 min 58 s Leheron (Maurer, Maccioni) — 50 min 51 s Heřman — 53 min 23 s | 1-0 2-0 3-0 4-0 5-0 6-0 | -                | Arbitrage : Guillaume Gardiol Juges de lignes : Christophe Moncozet et Justin Chouleur |
| Adam Casenky     | Gardiens | David Blasband          |                  | Arbitrage : Guillaume Gardiol Juges de lignes : Christophe Moncozet et Justin Chouleur |
| 18 min           | Pénalités | 20 min                  |                  | Arbitrage : Guillaume Gardiol Juges de lignes : Christophe Moncozet et Justin Chouleur |
|                  | |                         |                  | Arbitrage : Guillaume Gardiol Juges de lignes : Christophe Moncozet et Justin Chouleur |

| 1er octobre 2016 | Meudon (D2) | 7-3 (0-1, 6-1, 1-1) | Champigny-sur-Marne (D3) | Patinoire de Meudon 100 spectateurs |

| Feuille de match | Feuille de match | Feuille de match                              | Feuille de match | Feuille de match                                                                             |
| ---------------- | --- | --------------------------------------------- | --- | -------------------------------------------------------------------------------------------- |
|                  | - Roussel (Voyer, Guilhem) — 24 min 17 s Terruella (Pigeot, Guilhem) — 25 min 32 s (SN) Sadloň (Bissonnier, Guilhem) — 30 min 7 s (SN) Roussel (Guilhem, Voyer) — 30 min 34 s - Paradis — 35 min 49 s Paradis (Sadloň, Pigeot) — 38 min 31 s (SN) Goyer — 46 min 20 s (TP) - | 0-1 1-1 2-1 3-1 4-1 4-2 5-2 6-2 7-2 7-3       | Joinet (Landau, Pereira) — 11 min 52 s (SN) - Landau (Veglia) — 32 min 21 s - Auvitu (Joinet, Landau) — 51 min 36 s (SN) | Arbitrage : Jean-Michel Hamont Juges de lignes : Nicolas Dessaint et Jean-Baptioste Maillard |
| Maxime Bonnet    | Gardiens | Pierre Frachon (46:20) Maxime Pareydt (13:40) | | Arbitrage : Jean-Michel Hamont Juges de lignes : Nicolas Dessaint et Jean-Baptioste Maillard |
| 62 min           | Pénalités | 34 min                                        | | Arbitrage : Jean-Michel Hamont Juges de lignes : Nicolas Dessaint et Jean-Baptioste Maillard |
|                  | |                                               | | Arbitrage : Jean-Michel Hamont Juges de lignes : Nicolas Dessaint et Jean-Baptioste Maillard |

| 1er octobre 2016 | Valenciennes (D3) | 4-3 (pr) (1-0, 0-1, 2-2, 1-0) | Cergy-Pontoise (D2) | Patinoire Valigloo 420 spectateurs |

| Feuille de match | Feuille de match | Feuille de match            | Feuille de match                                                                                                  | Feuille de match                                                               |
| ---------------- | --- | --------------------------- | --- | ------------------------------------------------------------------------------ |
|                  | Bernad (Prokop, Matej) — 12 min 1 s - Prokop (Bernad) — 41 min 33 s (SN) - Bernad (Janos) — 54 min 45 s (SN) Matej (Selin) — 65 min 48 s | 1-0 1-1 1-2 2-2 2-3 3-3 4-3 | - Guillon (Wadén, Gersanois) — 33 min 11 s Guillon (Labbé) — 40 min 28 s (IN) - Portier (Hostein) — 50 min 36 s - | Arbitrage : Julien Peyre Juges de lignes : Alban Delsarte et Antoine Debucquet |
| Juraj Sedlačko   | Gardiens | Guillaume Taupin            | | Arbitrage : Julien Peyre Juges de lignes : Alban Delsarte et Antoine Debucquet |
| 26 min           | Pénalités | 33 min                      | | Arbitrage : Julien Peyre Juges de lignes : Alban Delsarte et Antoine Debucquet |
|                  | |                             | | Arbitrage : Julien Peyre Juges de lignes : Alban Delsarte et Antoine Debucquet |

| 1er octobre 2016 | Marseille (D2) | 4-3 (1-1, 1-1, 2-1) | Chambéry (D2) | Palais omnisports Marseille Grand Est 620 spectateurs |

| Feuille de match | Feuille de match | Feuille de match                                | Feuille de match                                                                                              | Feuille de match                                                                           |
| ---------------- | --- | ----------------------------------------------- | --- | ------------------------------------------------------------------------------------------ |
|                  | - Jayat (Garnier, Anglés) — 16 min 30 s - Lehečka (Ouellette) — 39 min 2 s Geffroy (Ouellette, Lehečka) — 44 min 56 s (SN) Anglés (Garnier, Jayat) — 57 min 34 s - | 0-1 1-1 1-2 2-2 3-2 4-2 4-3                     | Montminy (Rol) — 4 min 3 s - Montminy (Čížek) — 23 min 51 s (SN) - Lavrov (Fillion, Castonguay) — 58 min 50 s | Arbitrage : Guillaume Florentin Juges de lignes : Florian Robert et Alexandre Donat Magnin |
| Cyprien Bautru   | Gardiens | Steven Catelin (57:34) Rodolphe Brunetti (1:10) | | Arbitrage : Guillaume Florentin Juges de lignes : Florian Robert et Alexandre Donat Magnin |
| 18 min           | Pénalités | 24 min                                          | | Arbitrage : Guillaume Florentin Juges de lignes : Florian Robert et Alexandre Donat Magnin |
|                  | |                                                 | | Arbitrage : Guillaume Florentin Juges de lignes : Florian Robert et Alexandre Donat Magnin |

| 1er octobre 2016 | Garges (D3) | - | Évry Viry (D2) | Patinoire du Val de France |

| Feuille de match | Feuille de match | Feuille de match | Feuille de match | Feuille de match  |
| ---------------- | ---------------- | ---------------- | ---------------- | ----------------- |
|                  |                  |                  |                  | Juges de lignes : |
|                  |                  |                  |                  |                   |
|                  |                  |                  |                  |                   |
|                  |                  |                  |                  |                   |

| 1er octobre 2016 | Villard-de-Lans (D2) | 5-1 (2-1, 3-0, 0-0) | Annecy (D2) | Patinoire André Ravix 250 spectateurs |

| Feuille de match | Feuille de match | Feuille de match        | Feuille de match                       | Feuille de match                                                            |
| ---------------- | --- | ----------------------- | -------------------------------------- | --------------------------------------------------------------------------- |
|                  | Simonneau (Pesce) — 9 s Jánošík (Sage-Vallier) — 34 s - Bartik (Aurard, Pesce) — 20 min 50 s Kirner (Simonneau) — 23 min 27 s Torres — 24 min 40 s | 1-0 2-0 2-1 3-1 4-1 5-1 | - Leglaive (Delplanque) — 1 min 55 s - | Arbitrage : Didier Drif Juges de lignes : Eric Briolat et Tristan Rodriguez |
| Robin Carrier    | Gardiens | Jérémy Rava             |                                        | Arbitrage : Didier Drif Juges de lignes : Eric Briolat et Tristan Rodriguez |
| 16 min           | Pénalités | 20 min                  |                                        | Arbitrage : Didier Drif Juges de lignes : Eric Briolat et Tristan Rodriguez |
|                  | |                         |                                        | Arbitrage : Didier Drif Juges de lignes : Eric Briolat et Tristan Rodriguez |

## Seizièmes de finale
| 25 octobre 2016 | Caen (D1) | 2-7 (1-3, 0-1, 1-3) | Brest (D1) | Patinoire de Caen la mer 920 spectateurs |

| Feuille de match                                        | Feuille de match                                                           | Feuille de match                    | Feuille de match | Feuille de match                                                                          |
| ------------------------------------------------------- | -------------------------------------------------------------------------- | ----------------------------------- | --- | ----------------------------------------------------------------------------------------- |
|                                                         | - Miquelot (Msumbu, Ropert) — 17 min 36 s - Robert (Joerger) — 56 min 45 s | 0-1 0-2 0-3 1-3 1-4 1-5 1-6 1-7 2-7 | Bernard (Mikhailov, Dulude) — 10 min 1 s Pain (Lagarde, Power) — 11 min 11 s Bernard (Dulude, Dana) — 11 min 24 s - Lagarde (Power, Pain) — 34 min 20 s (SN) Gyesbrechs (J. Avenel, Kolodziejczyk) — 41 min 35 s Gyesbrechs (J. Avenel, Kolodziejczyk) — 44 min 20 s Power (Lagarde) — 56 min 10 s - | Arbitrage : Alexandre Bourreau Juges de lignes : Charles-Édouard Salmon et Samuel Fessier |
| Mathis Gente (47 min 16 s) Grégoire Blanc (12 min 44 s) | Gardiens                                                                   | Guillaume Duquenne                  | | Arbitrage : Alexandre Bourreau Juges de lignes : Charles-Édouard Salmon et Samuel Fessier |
| 18 min                                                  | Pénalités                                                                  | 4 min                               | | Arbitrage : Alexandre Bourreau Juges de lignes : Charles-Édouard Salmon et Samuel Fessier |
|                                                         |                                                                            |                                     | | Arbitrage : Alexandre Bourreau Juges de lignes : Charles-Édouard Salmon et Samuel Fessier |

| 25 octobre 2016 | Tours (D1) | 4-1 (3-0, 1-0, 0-1) | Nantes (D1) | Patinoire de Tours 500 spectateurs |

| Feuille de match | Feuille de match | Feuille de match    | Feuille de match                                  | Feuille de match                                                              |
| ---------------- | --- | ------------------- | ------------------------------------------------- | ----------------------------------------------------------------------------- |
|                  | Vepsäläinen — 6 min 40 s (SN) Franck (Lijdman, Vepsäläinen) — 14 min 58 s Downey (Giorgi, Laine) — 17 min 26 s (SN) Altidor (Downey, David) — 31 min 417 s (SN) - | 1-0 2-0 3-0 4-0 4-1 | - Bini (Dufournet, N. Motreff) — 50 min 34 s (SN) | Arbitrage : Nicolas Gregut Juges de lignes : Mathieu Loos et Leekan Thiebault |
| Lino Chimienti   | Gardiens | Corentin Lapointe   |                                                   | Arbitrage : Nicolas Gregut Juges de lignes : Mathieu Loos et Leekan Thiebault |
| 34 min           | Pénalités | 49 min              |                                                   | Arbitrage : Nicolas Gregut Juges de lignes : Mathieu Loos et Leekan Thiebault |
|                  | |                     |                                                   | Arbitrage : Nicolas Gregut Juges de lignes : Mathieu Loos et Leekan Thiebault |

| 25 octobre 2016 | Angers (SLM) | 6-0 (3-0, 1-0, 2-0) | Cholet (D1) | Patinoire du Haras 600 spectateurs |

| Feuille de match | Feuille de match | Feuille de match                                  | Feuille de match | Feuille de match                                                                 |
| ---------------- | --- | ------------------------------------------------- | ---------------- | -------------------------------------------------------------------------------- |
|                  | Campbell (Gaborit, Riendeau) — 3 min 29 s Gaborit (Campbell, Riendeau) — 8 min 45 s Nalliod-Izacard (Igier, Frecon) — 16 min 33 s Lessard (Walls, Roussel) — 20 min 59 s Lessard (Walls, Henderson) — 53 min 53 s (SN) Briand — 58 min 14 s (SN) | 1-0 2-0 3-0 4-0 5-0 6-0                           | -                | Arbitrage : Nicolas Barbez Juges de lignes : Charlotte Girard et Vincent Villard |
| Léo Bertein      | Gardiens | Thibault Saez (40 min) Matthieu Depanian (20 min) |                  | Arbitrage : Nicolas Barbez Juges de lignes : Charlotte Girard et Vincent Villard |
| 25 min           | Pénalités | 39 min                                            |                  | Arbitrage : Nicolas Barbez Juges de lignes : Charlotte Girard et Vincent Villard |
|                  | |                                                   |                  | Arbitrage : Nicolas Barbez Juges de lignes : Charlotte Girard et Vincent Villard |

| 25 octobre 2016 | Toulouse-Blagnac (D2) | 1-2 (pr) (0-0, 0-0, 1-1, 0-1) | La Roche-sur-Yon (D1) | Patinoire Jacques-Raynaud 313 spectateurs |

| Feuille de match | Feuille de match                                      | Feuille de match | Feuille de match                                                  | Feuille de match                                                                    |
| ---------------- | ----------------------------------------------------- | ---------------- | ----------------------------------------------------------------- | ----------------------------------------------------------------------------------- |
|                  | Champagne (Martin-Whalen, Saint-André) — 43 min 3 s - | 1-0 1-1 1-2      | - Bais (Donald) — 58 min 58 s Farkasovsky (Ranalli) — 62 min 13 s | Arbitrage : Marie-Tjana Picavet Juges de lignes : Olivier Salicio et Jérémy Poulain |
| Filip Kubiš      | Gardiens                                              | Marek Peksa      |                                                                   | Arbitrage : Marie-Tjana Picavet Juges de lignes : Olivier Salicio et Jérémy Poulain |
| 12 min           | Pénalités                                             | 12 min           |                                                                   | Arbitrage : Marie-Tjana Picavet Juges de lignes : Olivier Salicio et Jérémy Poulain |
|                  |                                                       |                  |                                                                   | Arbitrage : Marie-Tjana Picavet Juges de lignes : Olivier Salicio et Jérémy Poulain |

| 25 octobre 2016 | Bordeaux (SLM) | 6-2 (0-1, 3-0, 3-1) | Anglet (D1) | Patinoire de Mériadeck 1 890 spectateurs |

| Feuille de match | Feuille de match | Feuille de match                | Feuille de match                                                    | Feuille de match                                                                   |
| ---------------- | --- | ------------------------------- | ------------------------------------------------------------------- | ---------------------------------------------------------------------------------- |
|                  | - Valier (Petit, Dusseau) — 25 min 50 s Petit (Bouchard, Desrosiers) — 31 min 11 s Moisand (Charland, Desrosiers) — 36 min 29 s Bouchard (Valier, Dusseau) — 43 min 35 s - Rambelo (Tarantino, Moisand) — 45 min 46 s Rambelo (Bouchard, Tarantino) — 47 min 9 s | 0-1 1-1 2-1 3-1 4-1 4-2 5-2 6-2 | Olsson (Grenier, Maso) — 19 min 13 s - Styf (André) — 45 min 46 s - | Arbitrage : Laurent Garbay Juges de lignes : Clément Goncalves et Guillaume Barthe |
| Sebastian Ylönen | Gardiens | Joni Puurula                    |                                                                     | Arbitrage : Laurent Garbay Juges de lignes : Clément Goncalves et Guillaume Barthe |
| 18 min           | Pénalités | 8 min                           |                                                                     | Arbitrage : Laurent Garbay Juges de lignes : Clément Goncalves et Guillaume Barthe |
|                  | |                                 |                                                                     | Arbitrage : Laurent Garbay Juges de lignes : Clément Goncalves et Guillaume Barthe |

| 26 octobre 2016 | Nice (SLM) | 2-1 (1-1, 0-0, 1-0) | Briançon (D1) | Palais des sports Jean-Bouin 314 spectateurs |

| Feuille de match | Feuille de match                                                            | Feuille de match | Feuille de match                     | Feuille de match                                                                        |
| ---------------- | --------------------------------------------------------------------------- | ---------------- | ------------------------------------ | --------------------------------------------------------------------------------------- |
|                  | Carpentier (Hampl) — 5 min 45 s - Lacheny (Špelda, Kubus) — 48 min 9 s (SN) | 1-0 1-1 2-1      | - Kapička (Martinka) — 15 min 12 s - | Arbitrage : Benjamin Gremion Juges de lignes : Matthieu Barbez et Nicolas Constantineau |
| Tom Charton      | Gardiens                                                                    | Matej Kristín    |                                      | Arbitrage : Benjamin Gremion Juges de lignes : Matthieu Barbez et Nicolas Constantineau |
| 22 min           | Pénalités                                                                   | 22 min           |                                      | Arbitrage : Benjamin Gremion Juges de lignes : Matthieu Barbez et Nicolas Constantineau |
|                  |                                                                             |                  |                                      | Arbitrage : Benjamin Gremion Juges de lignes : Matthieu Barbez et Nicolas Constantineau |

| 25 octobre 2016 | Marseille (D2) | 0-7 (0-1, 0-2, 0-4) | Gap (SLM) | Palais omnisports Marseille Grand Est 1 152 spectateurs |

| Feuille de match | Feuille de match | Feuille de match            | Feuille de match | Feuille de match                                                                   |
| ---------------- | ---------------- | --------------------------- | --- | ---------------------------------------------------------------------------------- |
|                  | -                | 0-1 0-2 0-3 0-4 0-5 0-6 0-7 | Bernier (Bouvet, Chapelier) — 9 min 55 s Isackson (Rech, Ringrose) — 30 min 46 s Thillet (Labrecque, Bernier) — 37 min 14 s Rech (Bernier, Labrecque) — 41 min 18 s (SN) Da Costa (Essery, McEachen) — 42 min 16 s Labrecque (Bernier, Ringrose) — 52 min 57 s (2 SN) Bernier (McEachen, Valier) — 55 min 55 s | Arbitrage : Adrian Popa Juges de lignes : Gildas Fontaine et Nicolas Constantineau |
| Cyprien Bautru   | Gardiens         | Aurélien Bertrand           | | Arbitrage : Adrian Popa Juges de lignes : Gildas Fontaine et Nicolas Constantineau |
| 8 min            | Pénalités        | 4 min                       | | Arbitrage : Adrian Popa Juges de lignes : Gildas Fontaine et Nicolas Constantineau |
|                  |                  |                             | | Arbitrage : Adrian Popa Juges de lignes : Gildas Fontaine et Nicolas Constantineau |

| 25 octobre 2016 | Mont-Blanc (D2) | 2-4 (1-3, 0-1, 1-0) | Clermont-Ferrand (D1) | Patinoire de Megève 307 spectateurs |

| Feuille de match                             | Feuille de match                                                                           | Feuille de match        | Feuille de match | Feuille de match                                                              |
| -------------------------------------------- | ------------------------------------------------------------------------------------------ | ----------------------- | --- | ----------------------------------------------------------------------------- |
|                                              | - Croz (Aimonetto, V. Cocar) — 2 min 56 s (SN) - Moreau (Dutruel, Croz) — 49 min 51 s (SN) | 0-1 1-1 1-2 1-3 1-4 2-4 | Kuľha (Portier, Boucher) — 49 s - Bourguignon (Boucher) — 6 min 30 s Florentin (Hagopian, Souchon) — 12 min 9 s Kuľha (Sarliève, Boucher) — 39 min 50 s - | Arbitrage : Alexis Grabit Juges de lignes : Damien Icard et Frédéric Peurière |
| Landry Macrez (12:09) Raphaël Sanyas (47:51) | Gardiens                                                                                   | Dylan Célestin          | | Arbitrage : Alexis Grabit Juges de lignes : Damien Icard et Frédéric Peurière |
| 6 min                                        | Pénalités                                                                                  | 14 min                  | | Arbitrage : Alexis Grabit Juges de lignes : Damien Icard et Frédéric Peurière |
|                                              |                                                                                            |                         | | Arbitrage : Alexis Grabit Juges de lignes : Damien Icard et Frédéric Peurière |

| 25 octobre 2016 | Villard-de-Lans (D2) | 2-8 (0-2, 1-2, 1-4) | Lyon (SLM) | Patinoire André Ravix 420 spectateurs |

| Feuille de match | Feuille de match                                                            | Feuille de match                        | Feuille de match | Feuille de match                                                                   |
| ---------------- | --------------------------------------------------------------------------- | --------------------------------------- | --- | ---------------------------------------------------------------------------------- |
|                  | - Munoz (Ruel) — 37 min 47 s - Bartik (Jánošík, Sage-Vallier) — 58 min 34 s | 0-1 0-2 0-3 0-4 1-4 1-5 1-6 1-7 1-8 2-8 | Takac (Fleming, Kramar) — 7 min 17 s Takac (Fleming, Mickēvičs) — 15 min 30 s Michel (Koblar, Kramar) — 27 min 11 s Mickēvičs (Kramar, Lipsbergs) — 37 min 21 s (SN) - Fleming (Berthon, Kramar) — 45 min 23 s Lipsbergs (Fleming, Takac) — 50 min 41 s Lamirault (Delemps, Berthon) — 50 min 58 s Mickēvičs (Takac, Favre-Félix) — 53 min 38 s - | Arbitrage : Sébastien Geoffroy Juges de lignes : Gwilherm Margry et Florian Robert |
| Robin Carrier    | Gardiens                                                                    | Sébastien Raibon                        | | Arbitrage : Sébastien Geoffroy Juges de lignes : Gwilherm Margry et Florian Robert |
| 12 min           | Pénalités                                                                   | 27 min                                  | | Arbitrage : Sébastien Geoffroy Juges de lignes : Gwilherm Margry et Florian Robert |
|                  |                                                                             |                                         | | Arbitrage : Sébastien Geoffroy Juges de lignes : Gwilherm Margry et Florian Robert |

| 25 octobre 2016 | Grenoble (SLM) | 11-2 (5-1, 4-0, 2-1) | Dijon (SLM) | Patinoire Polesud 3 453 spectateurs |

| Feuille de match                                         | Feuille de match | Feuille de match                                                | Feuille de match                                                                 | Feuille de match                                                            |
| -------------------------------------------------------- | --- | --------------------------------------------------------------- | -------------------------------------------------------------------------------- | --------------------------------------------------------------------------- |
|                                                          | Kuralt (Hardy, Goličič) — 20 s Tartari (Miettinen, Abramov) — 40 s Abramov (Tartari, Miettinen) — 4 min 32 s - Kuralt (Goličič, Tartari) — 18 min Kuralt (Chouinard, Goličič) — 19 min 48 s Baazzi (Rohat, Baylacq) — 28 min 25 s Kuralt (Chouinard) — 29 min 29 s Baylacq (Miettinen, Texier) — 33 min 13 s Gauthier (Miettinen, Tartari) — 38 min 5 s Baazzi (Arnaud, Rohat) — 43 min 32 s - Arnaud — 55 min 36 s | 1-0 2-0 3-0 3-1 4-1 5-1 6-1 7-1 8-1 9-1 10-1 10-2 11-2          | - Edwards (Maher) — 9 min 35 s - Laplace (Månsson, Edwards) — 48 min 36 s (SN) - | Arbitrage : Damien Bliek Juges de lignes : Joris Barcelo et Matthieu Barbez |
| Lukáš Horák (29 min 29 s) Antoine Bonvalot (30 min 31 s) | Gardiens | Henri-Corentin Buysse (6 min 45 s) Pierre Pawelek (53 min 15 s) |                                                                                  | Arbitrage : Damien Bliek Juges de lignes : Joris Barcelo et Matthieu Barbez |
| 43 min                                                   | Pénalités | 53 min                                                          |                                                                                  | Arbitrage : Damien Bliek Juges de lignes : Joris Barcelo et Matthieu Barbez |
|                                                          | |                                                                 |                                                                                  | Arbitrage : Damien Bliek Juges de lignes : Joris Barcelo et Matthieu Barbez |

| 25 octobre 2016 | Chamonix-Morzine (SLM) | 7-1 (2-1, 1-0, 4-0) | Val Vanoise (D1) | Škoda Arena 250 spectateurs |

| Feuille de match | Feuille de match | Feuille de match                | Feuille de match               | Feuille de match                                                                  |
| ---------------- | --- | ------------------------------- | ------------------------------ | --------------------------------------------------------------------------------- |
|                  | Jalbert (Moffatt, Hudson) — 7 min 47 s - Hrehorčák Jr (Holecko, N. Besson) — 17 min 15 s (SN) Jalbert (Moffatt, Masson) — 38 min 3 s (SN) J. Besson (Masson, Hascoët) — 40 min 39 s J. Besson (Masson, Galkins) — 44 min 19 s Hascoët (Lanvers, Hrehorčák Jr) — 57 min 24 s (IN) Homsjakovs (N. Besson, Galkins) — 58 min 19 s (IN) | 1-0 1-1 2-1 3-1 4-1 5-1 6-1 7-1 | - Pék (Wagret) — 10 min 45 s - | Arbitrage : Jimmy Bergamelli Juges de lignes : Vincent Zede et Sébastien Geoffroy |
| Jason Missiaen   | Gardiens | Corentin Noré                   |                                | Arbitrage : Jimmy Bergamelli Juges de lignes : Vincent Zede et Sébastien Geoffroy |
| 6 min            | Pénalités | 10 min                          |                                | Arbitrage : Jimmy Bergamelli Juges de lignes : Vincent Zede et Sébastien Geoffroy |
|                  | |                                 |                                | Arbitrage : Jimmy Bergamelli Juges de lignes : Vincent Zede et Sébastien Geoffroy |

| 25 octobre 2016 | Mulhouse (D1) | 6-1 (2-0, 3-0, 1-1) | Amnéville (D2) | Patinoire de l'Illberg 1 052 spectateurs |

| Feuille de match | Feuille de match | Feuille de match            | Feuille de match                                | Feuille de match                                                                  |
| ---------------- | --- | --------------------------- | ----------------------------------------------- | --------------------------------------------------------------------------------- |
|                  | Ten Braak (Dunbar) — 5 min 28 s Lindgren (Lutz) — 10 min 31 s Josse (Lindgren) — 22 min 7 s (IN) Wells (Nikkilä, Borysenko) — 36 min 41 s Suzzarini (Jurik) — 37 min 10 s Arès — 41 min 53 s - | 1-0 2-0 3-0 4-0 5-0 6-0 6-1 | - Jenista (Dutkovič, Thomas) — 52 min 30 s (SN) | Arbitrage : Stéhane Rousselin Juges de lignes : Jérémie Collin et Justin Chouleur |
| Michaël Muller   | Gardiens | Adam Casenky                |                                                 | Arbitrage : Stéhane Rousselin Juges de lignes : Jérémie Collin et Justin Chouleur |
| 6 min            | Pénalités | 10 min                      |                                                 | Arbitrage : Stéhane Rousselin Juges de lignes : Jérémie Collin et Justin Chouleur |
|                  | |                             |                                                 | Arbitrage : Stéhane Rousselin Juges de lignes : Jérémie Collin et Justin Chouleur |

| 25 octobre 2016 | Strasbourg (SLM) | 5-4 (TB) (2-2, 1-1, 1-1, 0-0, 1-0) | Épinal (SLM) | Patinoire Iceberg 859 spectateurs |

| Feuille de match    | Feuille de match | Feuille de match                    | Feuille de match | Feuille de match                                                                    |
| ------------------- | --- | ----------------------------------- | --- | ----------------------------------------------------------------------------------- |
|                     | - Pisarik (Beattie) — 16 min 41 s Cooper (Draper, Stříž) — 17 min 19 s - Draper (Cooper) — 34 min 40 s - Beattie (Witek, Pisarik) — 56 min 46 s Cooper — 70 min (TB) | 0-1 0-2 1-2 2-2 2-3 3-3 3-4 4-4 5-4 | Hordelalay — 10 min 47 s Le Blond (Klimíček, Hordelalay) — 14 min 57 s - Hordelalay (Klimíček) — 33 min 28 s (IN) - Bouchard (Gutierrez, Sabatier) — 52 min 51 s - | Arbitrage : Jérémy Rauline Juges de lignes : David Courgeon et Anne-Sophie Boniface |
| Vladimír Hiadlovský | Gardiens | Lucas Savoye                        | | Arbitrage : Jérémy Rauline Juges de lignes : David Courgeon et Anne-Sophie Boniface |
| 16 min              | Pénalités | 10 min                              | | Arbitrage : Jérémy Rauline Juges de lignes : David Courgeon et Anne-Sophie Boniface |
|                     | |                                     | | Arbitrage : Jérémy Rauline Juges de lignes : David Courgeon et Anne-Sophie Boniface |

| 26 octobre 2016 | Neuilly-sur-Marne (D1) | 4-8 (0-2, 1-4, 3-2) | Rouen (SLM) | Patinoire municipale de Neuilly-sur-Marne 423 spectateurs |

| Feuille de match | Feuille de match | Feuille de match                                         | Feuille de match | Feuille de match                                                                          |
| ---------------- | --- | -------------------------------------------------------- | --- | ----------------------------------------------------------------------------------------- |
|                  | - Rioux (Jacquier, Raibon) — 22 min 40 s (SN) - Rioux (Fritsch, Kuhn) — 51 min 18 s Pelletier (Rioux) — 51 min 34 s Slupski (Raibon, Papa) — 56 min 27 s - | 0-1 0-2 1-2 1-3 1-4 1-5 1-6 1-7 2-7 3-7 4-7 4-8          | Thinel (Lampérier, Guénette) — 6 min 21 s Lampérier (Langlais, Guénette) — 18 min 1 s (SN) - Y. Treille (Chakiachvili, Matheson) — 26 min 13 s (SN) Dorey (Miller, D. Koudys) — 28 min 37 s Chakiachvili (Matheson) — 35 min 3 s (2 SN) D. Koudys (Dame-Malka, Raux) — 35 min 46 s (SN) S. Treille (Langlais, Guénette) — 44 min 44 s (2 SN) - Guénette (Lampérier, Thinel) — 58 min 3 s (SN) | Arbitrage : Adrien Ernecq Juges de lignes : Sébastien Levasseur et François-Xavier Armand |
| Rémi Husson      | Gardiens | Dany Sabourin (44 min 44 s) Julien Gaubert (15 min 16 s) | | Arbitrage : Adrien Ernecq Juges de lignes : Sébastien Levasseur et François-Xavier Armand |
| 32 min           | Pénalités | 10 min                                                   | | Arbitrage : Adrien Ernecq Juges de lignes : Sébastien Levasseur et François-Xavier Armand |
|                  | |                                                          | | Arbitrage : Adrien Ernecq Juges de lignes : Sébastien Levasseur et François-Xavier Armand |

| 25 octobre 2016 | Évry Viry (D2) | 2-7 (0-3, 1-0, 1-4) | Amiens (SLM) | Patinoire François Le Comte 633 spectateurs |

| Feuille de match                                       | Feuille de match                                                      | Feuille de match                                         | Feuille de match | Feuille de match                                                                 |
| ------------------------------------------------------ | --------------------------------------------------------------------- | -------------------------------------------------------- | --- | -------------------------------------------------------------------------------- |
|                                                        | - Hanes (Juan) — 31 min 36 s (IN) - Lallemand (Hanes) — 45 min 10 s - | 0-1 0-2 0-3 1-3 1-4 1-5 2-5 2-6 2-7                      | Champagne (Crowder) — 12 min 11 s Kazarine (Leclerc, Crowder) — 15 min 5 s Suire — 17 min 16 s - Brisebois (Riendeau) — 41 min 19 s Champagne (Crowder, Bault) — 42 min 37 s - Champagne (Crowder) — 50 min 48 s (SN) Champagne (Crowder, Riendeau) — 53 min 5 s (SN) | Arbitrage : Alexandre Hauchart Juges de lignes : Jérémy Metais et Thomas Caillot |
| Gaëtan Melin (53 min 5 s) Julien Roullier (6 min 55 s) | Gardiens                                                              | Corentin Cunsolo (54 min 33 s) Kévin Deliac (5 min 27 s) | | Arbitrage : Alexandre Hauchart Juges de lignes : Jérémy Metais et Thomas Caillot |
| 8 min                                                  | Pénalités                                                             | 2 min                                                    | | Arbitrage : Alexandre Hauchart Juges de lignes : Jérémy Metais et Thomas Caillot |
|                                                        |                                                                       |                                                          | | Arbitrage : Alexandre Hauchart Juges de lignes : Jérémy Metais et Thomas Caillot |

| 25 octobre 2016 | Valenciennes (D3) | 7-2 (2-1, 4-0, 1-1) | Meudon (D2) | Patinoire Valigloo 710 spectateurs |

| Feuille de match | Feuille de match | Feuille de match                                       | Feuille de match                                                                          | Feuille de match                                                                    |
| ---------------- | --- | ------------------------------------------------------ | ----------------------------------------------------------------------------------------- | ----------------------------------------------------------------------------------- |
|                  | - Matej (Janos) — 10 min 40 s (IN) Janos (Matej) — 18 min 31 s (SN) Matej (Prokop, Delbecque) — 23 min 35 s Bernad — 24 min 56 s Prokop (Matej) — 34 min 44 s (IN) Janos (Prokop, Bernad) — 39 min 37 s (SN) - Trambouze (Prokop) — 52 min 25 s | 0-1 1-1 2-1 3-1 4-1 5-1 6-1 6-2 7-2                    | Auda (Pigeot, Goyer) — 4 min 37 s - Jimmy Paradis (Ottino, Sadlon) — 50 min 14 s (2 SN) - | Arbitrage : Pierre Dehaen Juges de lignes : Joffrey Yssembourg et Antoine Debucquet |
| Juraj Sedlacko   | Gardiens | Maxime Bonnet (24 min 36 s) Arthur Noale (35 min 24 s) |                                                                                           | Arbitrage : Pierre Dehaen Juges de lignes : Joffrey Yssembourg et Antoine Debucquet |
| 34 min           | Pénalités | 67 min                                                 |                                                                                           | Arbitrage : Pierre Dehaen Juges de lignes : Joffrey Yssembourg et Antoine Debucquet |
|                  | |                                                        |                                                                                           | Arbitrage : Pierre Dehaen Juges de lignes : Joffrey Yssembourg et Antoine Debucquet |

## Huitièmes de finale
| 22 novembre 2016 | Mulhouse (D1) | 3-1 (1-0, 2-0, 0-1) | Strasbourg (SLM) | Patinoire de l'Illberg 1 574 spectateurs |

| Feuille de match | Feuille de match                                                                         | Feuille de match                  | Feuille de match                 | Feuille de match                                                              |
| ---------------- | ---------------------------------------------------------------------------------------- | --------------------------------- | -------------------------------- | ----------------------------------------------------------------------------- |
|                  | Nikkilä — 7 min 45 s (TP) Nikkilä (Wells) — 25 min 52 s Östman (Nikkilä) — 27 min 22 s - | 1-0 2-0 3-0 3-1                   | - Marcos (Pisarik) — 40 min 36 s | Arbitrage : Jérémy Rauline Juges de lignes : David Courgeon et Cédric Turbert |
| Jiří Blažek      | Gardiens                                                                                 | Vladimír Hiadlovský (57 min 12 s) |                                  | Arbitrage : Jérémy Rauline Juges de lignes : David Courgeon et Cédric Turbert |
| 10 min           | Pénalités                                                                                | 2 min                             |                                  | Arbitrage : Jérémy Rauline Juges de lignes : David Courgeon et Cédric Turbert |
|                  |                                                                                          |                                   |                                  | Arbitrage : Jérémy Rauline Juges de lignes : David Courgeon et Cédric Turbert |

| 22 novembre 2016 | Lyon (SLM) | 7-0 (4-0, 2-0, 1-0) | Clermont-Ferrand (D1) | Patinoire Charlemagne 1 160 spectateurs |

| Feuille de match                                         | Feuille de match | Feuille de match            | Feuille de match | Feuille de match                                                                           |
| -------------------------------------------------------- | --- | --------------------------- | ---------------- | ------------------------------------------------------------------------------------------ |
|                                                          | Takac (Mickēvičs) — 10 min 58 s Takac (Podlipnik, Roussel) — 13 min 25 s Lipsbergs (Tô-Landry, Correia) — 15 min 58 s Delemps (Koblar, Kramar) — 18 min 34 s To-Landry (Milovanovič, Lipsbergs) — 22 min 17 s Fleming (Takac, Podlipnik) — 26 min 50 s Milovanovič (Lipsbergs, Correia) — 45 min 43 s (SN) | 1-0 2-0 3-0 4-0 5-0 6-0 7-0 | -                | Arbitrage : Geoffrey Barcelo Juges de lignes : Bastien Germaneaud et Nicolas Constantineau |
| Matija Pintarič (41 min 35 s) Sidney David (18 min 25 s) | Gardiens | Dylan Célestin              |                  | Arbitrage : Geoffrey Barcelo Juges de lignes : Bastien Germaneaud et Nicolas Constantineau |
| 6 min                                                    | Pénalités | 6 min                       |                  | Arbitrage : Geoffrey Barcelo Juges de lignes : Bastien Germaneaud et Nicolas Constantineau |
|                                                          | |                             |                  | Arbitrage : Geoffrey Barcelo Juges de lignes : Bastien Germaneaud et Nicolas Constantineau |

| 22 novembre 2016 | Chamonix-Morzine (SLM) | 0-5 (0-0, 0-3, 0-2) | Grenoble (SLM) | Škoda Arena 394 spectateurs |

| Feuille de match | Feuille de match | Feuille de match    | Feuille de match | Feuille de match                                                              |
| ---------------- | ---------------- | ------------------- | --- | ----------------------------------------------------------------------------- |
|                  | -                | 0-1 0-2 0-3 0-4 0-5 | Kuralt (Texier, Rodman) — 21 min 32 s Miettinen (Abramov, Hardy) — 30 min 17 s Gauthier (Chouinard, Bonvalot) — 34 min 55 s Texier (Goličič, Chouinard) — 51 min 14 s Goličič (Gervais, Texier) — 54 min 23 s | Arbitrage : Savice Fabre Juges de lignes : Joris Barcelo et Frédéric Peurière |
| Jason Missiaen   | Gardiens         | Antoine Bonvalot    | | Arbitrage : Savice Fabre Juges de lignes : Joris Barcelo et Frédéric Peurière |
| 2 min            | Pénalités        | 2 min               | | Arbitrage : Savice Fabre Juges de lignes : Joris Barcelo et Frédéric Peurière |
|                  |                  |                     | | Arbitrage : Savice Fabre Juges de lignes : Joris Barcelo et Frédéric Peurière |

| 22 novembre 2016 | Gap (SLM) | 6-2 (3-1, 1-1, 2-0) | Nice (SLM) | Alp'Arena 1 241 spectateurs |

| Feuille de match  | Feuille de match | Feuille de match                | Feuille de match                                                                                | Feuille de match                                                                  |
| ----------------- | --- | ------------------------------- | ----------------------------------------------------------------------------------------------- | --------------------------------------------------------------------------------- |
|                   | Bouvet (Labrecque, Bernier) — 1 min 1 s (SN) Bernier (Labrecque, Rech) — 7 min 44 s Di Dio Balsamo (Carr, Thillet) — 10 min 57 s - Ross (Ringrose, Isackson) — 38 min 8 s (SN) Bouvet (Labrecque, Rech) — 43 min 15 s (SN) Rech (Bernier) — 48 min 5 s | 1-0 2-0 3-0 3-1 3-2 4-2 5-2 6-2 | - Alexis Birolini (Bajarūns, Romand) — 13 min 33 s Marion (Biscard, Montenoise) — 33 min 24 s - | Arbitrage : Jimmy Bergamelli Juges de lignes : Matthieu Barbez et Gwilherm Margry |
| Clément Fouquerel | Gardiens | Tom Charton                     |                                                                                                 | Arbitrage : Jimmy Bergamelli Juges de lignes : Matthieu Barbez et Gwilherm Margry |
| 4 min             | Pénalités | 28 min                          |                                                                                                 | Arbitrage : Jimmy Bergamelli Juges de lignes : Matthieu Barbez et Gwilherm Margry |
|                   | |                                 |                                                                                                 | Arbitrage : Jimmy Bergamelli Juges de lignes : Matthieu Barbez et Gwilherm Margry |

| 23 novembre 2016 | Valenciennes (D3) | 1-15 (0-4, 0-5, 1-6) | Rouen (SLM) | Patinoire Valigloo 1 300 spectateurs |

| Feuille de match                                        | Feuille de match                             | Feuille de match                                                       | Feuille de match | Feuille de match                                                                          |
| ------------------------------------------------------- | -------------------------------------------- | ---------------------------------------------------------------------- | --- | ----------------------------------------------------------------------------------------- |
|                                                         | - Prokop (Bernad, Delbecque) — 48 min 16 s - | 0-1 0-2 0-3 0-4 0-5 0-6 0-7 0-8 0-9 0-10 0-11 0-12 1-12 1-13 1-14 1-15 | S. Treille (Miller, P. Koudys) — 4 min 42 s Coulombe (Y. Treille, Dame-Malka) — 6 min 35 s (SN) Raux (Hussey) — 10 min 21 s Coulombe (Bedin, Nesa) — 10 min 44 s Thinel — 29 min 5 s S. Treille (Dame-Malka, Coulombe) — 29 min 17 s Dame-Malka (S. Treille, Coulombe) — 29 min 35 s D. Koudys (S. Treille, Matheson) — 32 min 58 s (SN) Perret (Mille, S. Treille) — 36 min 10 s Lampérier — 44 min 6 s Miller (Perret, Coulombe) — 44 min 29 s Coulombe (Raux, Dame-Malka) — 46 min 32 s (SN) - Nesa (Dame-Malka) — 49 min 51 s Guénette (Thinel, Coulombe) — 54 min 29 s Hussey (Langlais, Matheson) — 55 min 50 s | Arbitrage : François-Xavier Armand Juges de lignes : Aurélien Smeeckaert et Adrien Ernecq |
| Juraj Sedlačko (57 min 19 s) Axel Brassart (2 min 41 s) | Gardiens                                     | Quentin Papillon                                                       | | Arbitrage : François-Xavier Armand Juges de lignes : Aurélien Smeeckaert et Adrien Ernecq |
| 10 min                                                  | Pénalités                                    | 2 min                                                                  | | Arbitrage : François-Xavier Armand Juges de lignes : Aurélien Smeeckaert et Adrien Ernecq |
|                                                         |                                              |                                                                        | | Arbitrage : François-Xavier Armand Juges de lignes : Aurélien Smeeckaert et Adrien Ernecq |

| 22 novembre 2016 | Amiens (SLM) | 4-3 (0-0, 0-2, 4-1) | Tours (D1) | Coliseum 1 973 spectateurs |

| Feuille de match | Feuille de match | Feuille de match            | Feuille de match                                                                                                  | Feuille de match                                                                  |
| ---------------- | --- | --------------------------- | --- | --------------------------------------------------------------------------------- |
|                  | - Riendeau (Crowder, Bourgeois) — 40 min 22 s (SN) Offret (Fauchon, Polodna) — 44 min 25 s - Beron (Brisebois, Champagne) — 59 min 4 s (SN) Beron (Crowder, Champagne) — 59 min 42 s | 0-1 0-2 1-2 2-2 2-3 3-3 4-3 | Altidor (Robbins, Downey) — 34 min 52 s Downey (Robbins) — 39 min 16 s (IN) - Crosnier (Rundgren) — 51 min 48 s - | Arbitrage : Alexandre Hauchart Juges de lignes : Yann Furet et Joffrey Yssembourg |
| Mitch O'Keefe    | Gardiens | Lino Chimienti              | | Arbitrage : Alexandre Hauchart Juges de lignes : Yann Furet et Joffrey Yssembourg |
| 2 min            | Pénalités | 8 min                       | | Arbitrage : Alexandre Hauchart Juges de lignes : Yann Furet et Joffrey Yssembourg |
|                  | |                             | | Arbitrage : Alexandre Hauchart Juges de lignes : Yann Furet et Joffrey Yssembourg |

| 24 novembre 2016 | Brest (D1) | 6-5 (1-2, 2-1, 3-2) | Angers (SLM) | Rïnkla Stadium 281 spectateurs |

| Feuille de match      | Feuille de match | Feuille de match                            | Feuille de match | Feuille de match                                                                    |
| --------------------- | --- | ------------------------------------------- | --- | ----------------------------------------------------------------------------------- |
|                       | - Power (Kolodziejczyk) — 16 min 14 s Power — 21 min 21 s Power (Richter, Bernard) — 28 min 45 s - Power (Kolodziejczyk) — 50 min 1 s - Pain (G. Avenel, J. Avenel) — 54 min 53 s Lagarde (Bernard, Power) — 57 min 35 s (SN) | 0-1 0-2 1-2 2-2 3-2 3-3 3-4 4-4 4-5 5-5 6-5 | Gibert (Briand) — 6 min 19 s Walls (Cambell, Albert) — 7 min 39 s - Frecon (Gibert, Briand) — 30 min 48 s Albert (Tavželj) — 42 min - Campbell — 50 min 34 s - | Arbitrage : Damien Bliek Juges de lignes : Jérémie Douchy et Charles-Édouard Salmon |
| Sébastien Dubé-Rochon | Gardiens | Léo Bertein                                 | | Arbitrage : Damien Bliek Juges de lignes : Jérémie Douchy et Charles-Édouard Salmon |
| 2 min                 | Pénalités | 16 min                                      | | Arbitrage : Damien Bliek Juges de lignes : Jérémie Douchy et Charles-Édouard Salmon |
|                       | |                                             | | Arbitrage : Damien Bliek Juges de lignes : Jérémie Douchy et Charles-Édouard Salmon |

| 22 novembre 2016 | La Roche-sur-Yon (D1) | 2-3 (1-0, 1-2, 0-1) | Bordeaux (SLM) | Complexe Arago 1 100 spectateurs |

| Feuille de match | Feuille de match                                                                      | Feuille de match    | Feuille de match                                                                                               | Feuille de match                                                              |
| ---------------- | ------------------------------------------------------------------------------------- | ------------------- | --- | ----------------------------------------------------------------------------- |
|                  | Linet (Klejna, Magne) — 19 min 22 s - Vienneau (Ranalli, Farkasovsky) — 30 min 44 s - | 1-0 1-1 2-1 2-2 2-3 | - Kara (Rambelo) — 25 min 55 s - Kara (Desrosiers, Petit) — 39 min 45 s (SN) Petit (Janil, Côté) — 58 min 32 s | Arbitrage : Nicolas Barbez Juges de lignes : Charlotte Girard et Mathieu Loos |
| Marek Peksa      | Gardiens                                                                              | Sebastian Ylönen    | | Arbitrage : Nicolas Barbez Juges de lignes : Charlotte Girard et Mathieu Loos |
| 10 min           | Pénalités                                                                             | 10 min              | | Arbitrage : Nicolas Barbez Juges de lignes : Charlotte Girard et Mathieu Loos |
|                  |                                                                                       |                     | | Arbitrage : Nicolas Barbez Juges de lignes : Charlotte Girard et Mathieu Loos |

## Quarts de finale
| 21 décembre 2016 | Bordeaux (SLM) | 3-1 (1-0, 1-0, 1-1) | Gap (SLM) | Patinoire de Mériadeck 2 450 spectateurs |

| Feuille de match | Feuille de match | Feuille de match  | Feuille de match                              | Feuille de match                                                              |
| ---------------- | --- | ----------------- | --------------------------------------------- | ----------------------------------------------------------------------------- |
|                  | Bouchard (Cadren) — 18 min 32 s Charland (Desrosiers, Petit) — 25 min 47 s (SN) Petit (Bouchard, Valier) — 43 min 8 s - | 1-0 2-0 3-0 3-1   | - Rech (McEachen, Bernier) — 54 min 14 s (SN) | Arbitrage : Geoffrey Barcelo Juges de lignes : Guillaume Gielly et Yann Furet |
| Sebastian Ylönen | Gardiens | Clément Fouquerel |                                               | Arbitrage : Geoffrey Barcelo Juges de lignes : Guillaume Gielly et Yann Furet |
| 6 min            | Pénalités | 10 min            |                                               | Arbitrage : Geoffrey Barcelo Juges de lignes : Guillaume Gielly et Yann Furet |
|                  | |                   |                                               | Arbitrage : Geoffrey Barcelo Juges de lignes : Guillaume Gielly et Yann Furet |

| 21 décembre 2016 | Grenoble (SLM) | 4-1 (1-0, 1-1, 2-0) | Mulhouse (D1) | Patinoire Polesud 3 500 spectateurs |

| Feuille de match | Feuille de match | Feuille de match    | Feuille de match          | Feuille de match                                                                    |
| ---------------- | --- | ------------------- | ------------------------- | ----------------------------------------------------------------------------------- |
|                  | Baylacq (Bisaillon) — 19 min 58 s - Texier — 26 min 53 s Bisaillon (Miettinen, Gauthier) — 55 min 10 s Trabichet (Miettinen, Gauthier) — 59 min 49 s (CV) | 1-0 1-1 2-1 3-1 4-1 | - Nikkilä — 20 min 20 s - | Arbitrage : Jimmy Bergamelli Juges de lignes : Frédéric Peurière et Gabriel Pointel |
| Lukáš Horák      | Gardiens | Jiří Blažek         |                           | Arbitrage : Jimmy Bergamelli Juges de lignes : Frédéric Peurière et Gabriel Pointel |
| 14 min           | Pénalités | 18 min              |                           | Arbitrage : Jimmy Bergamelli Juges de lignes : Frédéric Peurière et Gabriel Pointel |
|                  | |                     |                           | Arbitrage : Jimmy Bergamelli Juges de lignes : Frédéric Peurière et Gabriel Pointel |

| 21 décembre 2016 | Rouen (SLM) | 1-0 (0-0, 1-0, 0-0) | Amiens (SLM) | L'Île Lacroix 2 746 spectateurs |

| Feuille de match | Feuille de match   | Feuille de match | Feuille de match | Feuille de match                                                                  |
| ---------------- | ------------------ | ---------------- | ---------------- | --------------------------------------------------------------------------------- |
|                  | Raux — 26 min 55 s | 1-0              | -                | Arbitrage : Benjamin Gremion Juges de lignes : Charlotte Girard et Thomas Caillot |
| Dany Sabourin    | Gardiens           | Mitch O'Keefe    |                  | Arbitrage : Benjamin Gremion Juges de lignes : Charlotte Girard et Thomas Caillot |
| 4 min            | Pénalités          | 24 min           |                  | Arbitrage : Benjamin Gremion Juges de lignes : Charlotte Girard et Thomas Caillot |
|                  |                    |                  |                  | Arbitrage : Benjamin Gremion Juges de lignes : Charlotte Girard et Thomas Caillot |

| 20 décembre 2016 | Brest (D1) | 2-3 (1-2, 1-0, 0-1) | Lyon (SLM) | Rïnkla Stadium 774 spectateurs |

| Feuille de match      | Feuille de match                                                     | Feuille de match    | Feuille de match                                                                                                  | Feuille de match                                                                             |
| --------------------- | -------------------------------------------------------------------- | ------------------- | --- | -------------------------------------------------------------------------------------------- |
|                       | - Bernard (Richter) — 7 min 33 s - Power (Gréverend) — 35 min 34 s - | 0-1 1-1 1-2 2-2 2-3 | Mickēvičs (Milovanovič) — 7 min 16 s (SN) - Correia (Tô-Landry) — 15 min 49 s - Fleming (Mickēvičs) — 42 min 58 s | Arbitrage : Alexandre Bourreau Juges de lignes : Charles-Édouard Salmon et Clément Goncalves |
| Sébastien Dubé-Rochon | Gardiens                                                             | Matija Pintarič     | | Arbitrage : Alexandre Bourreau Juges de lignes : Charles-Édouard Salmon et Clément Goncalves |
| 4 min                 | Pénalités                                                            | 4 min               | | Arbitrage : Alexandre Bourreau Juges de lignes : Charles-Édouard Salmon et Clément Goncalves |
|                       |                                                                      |                     | | Arbitrage : Alexandre Bourreau Juges de lignes : Charles-Édouard Salmon et Clément Goncalves |

## Demi-finales
| 3 janvier 2017 | Lyon (SLM) | 2-3 (1-0, 1-1, 0-2) | Grenoble (SLM) | Patinoire Polesud 3 045 spectateurs |

| Feuille de match | Feuille de match                                                                     | Feuille de match    | Feuille de match                                                                                               | Feuille de match                                                                 |
| ---------------- | ------------------------------------------------------------------------------------ | ------------------- | --- | -------------------------------------------------------------------------------- |
|                  | Mickēvičs (Roussel, Kaspitz) — 15 min 45 s Fleming (Takac, Mickēvičs) — 25 min 6 s - | 1-0 2-0 2-1 2-2 2-3 | - Miettinen (Gauthier, Kuralt) — 26 min 53 s Rodman (Chouinard) — 40 min 38 s Favarin (Miettinen) — 51 min 1 s | Arbitrage : Nicolas Barbez Juges de lignes : Matthieu Barbez et Guillaume Gielly |
| Matija Pintarič  | Gardiens                                                                             | Lukáš Horák         | | Arbitrage : Nicolas Barbez Juges de lignes : Matthieu Barbez et Guillaume Gielly |
| 22 min           | Pénalités                                                                            | 26 min              | | Arbitrage : Nicolas Barbez Juges de lignes : Matthieu Barbez et Guillaume Gielly |
|                  |                                                                                      |                     | | Arbitrage : Nicolas Barbez Juges de lignes : Matthieu Barbez et Guillaume Gielly |

| 3 janvier 2017 | Rouen (SLM) | 3-2 (pr) (0-1, 2-1, 0-0, 1-0) | Bordeaux (SLM) | L'Île Lacroix 2 246 spectateurs |

| Feuille de match | Feuille de match | Feuille de match    | Feuille de match                                                      | Feuille de match                                                                                       |
| ---------------- | --- | ------------------- | --------------------------------------------------------------------- | --- |
|                  | - P. Koudys (Hussey) — 26 min 33 s Lampérier (Matheson, Coulombe) — 37 min 59 s - Coulombe (Thinel) — 60 min 56 s (SN) | 0-1 1-1 2-1 2-2 3-2 | Moisand (Petit) — 17 min 47 s - Gilbert (Côté, Rubeš) — 39 min 20 s - | Arbitrage : Alexandre Bourreau et Laurent Garbay Juges de lignes : Thomas Caillot et Clément Goncalves |
| Dany Sabourin    | Gardiens | Sebastian Ylönen    |                                                                       | Arbitrage : Alexandre Bourreau et Laurent Garbay Juges de lignes : Thomas Caillot et Clément Goncalves |
| 16 min           | Pénalités | 8 min               |                                                                       | Arbitrage : Alexandre Bourreau et Laurent Garbay Juges de lignes : Thomas Caillot et Clément Goncalves |
|                  | |                     |                                                                       | Arbitrage : Alexandre Bourreau et Laurent Garbay Juges de lignes : Thomas Caillot et Clément Goncalves |

## Finale
| 19 février 2017 | Rouen (SLM) | 2-3 (pr) (1-2, 1-0, 0-0, 0-1) | Grenoble (SLM) | AccorHotels Arena 11 367 spectateurs |

| Feuille de match | Feuille de match                                                                                    | Feuille de match    | Feuille de match | Feuille de match                                                                                   |
| ---------------- | --------------------------------------------------------------------------------------------------- | ------------------- | --- | -------------------------------------------------------------------------------------------------- |
|                  | - - Thinel (S. Treille, Y. Treille) — 7 min 28 s (SN) Langlais (Dame-Malka, Guénette) — 27 min 53 s | 0-1 0-2 1-2 2-2 2-3 | Goličič (Rodman, Chouinard) — 2 min 20 s (SN) Chouinard (Texier, Kuralt) — 5 min 15 s (SN) - Chouinard (Hardy) — 61 min 59 s | Arbitrage : Nicolas Barbez et Geoffrey Barcelo Juges de lignes : Gwilherm Margry et Thomas Caillot |
| Dany Sabourin    | Gardiens                                                                                            | Lukáš Horák         | | Arbitrage : Nicolas Barbez et Geoffrey Barcelo Juges de lignes : Gwilherm Margry et Thomas Caillot |
| 12 min           | Pénalités                                                                                           | 16 min              | | Arbitrage : Nicolas Barbez et Geoffrey Barcelo Juges de lignes : Gwilherm Margry et Thomas Caillot |
|                  | |                     | | Arbitrage : Nicolas Barbez et Geoffrey Barcelo Juges de lignes : Gwilherm Margry et Thomas Caillot |

## Nombre d'équipes par division et par tour
|                       | Premier tour | Seizièmes de finale | Huitièmes de finale | Quarts de finale | Demi- finales | Finale |
| Ligue Magnus 12 clubs | Exempts      | 12                  | 10                  | 6                | 4             | 2      |
| Division 1 12 clubs   | Exempts      | 12                  | 5                   | 2                | 0             | 0      |
| Division 2 11 clubs   | 9            | 7                   | 0                   | 0                | 0             | 0      |
| Division 3 3 clubs    | 3            | 1                   | 1                   | 0                | 0             | 0      |
| Totaux                | 12           | 32                  | 16                  | 8                | 4             | 2      |